# Zwiastowanie (obraz Lippiego z National Gallery)
Zwiastowanie – obraz renesansowego włoskiego malarza Fra Filippina Lippiego.
Obraz został prawdopodobnie zamówiony przez florencki ród Medyceuszy, być może na cześć narodzenia Lorenza Medici w 1449 roku. Pierwotnie dzieło wisiało w pałacu Pitti, jednakże jego dokładne miejsce przechowywania nie jest dziś znane. Jego nietypowy kształt wskazuje na różne, czasem dość nietypowe przeznaczenie, m.in. wezgłowie łoża lub (bardziej prawdopodobne) nad drzwiami, gdzie najczęściej umieszczano rzeźby. Obraz dzieli się na dwie niesymetryczne części, gdzie oś stanowi dłoń Boga widoczna w górnej części. Od ręki widać wychodzące smugi w których umieszczona została gołębica jako Duch Święty. Zatrzymuje się on na wysokości brzucha Marii, z którego natomiast przez mały otworek wydobywają się cienkie złote promienie. Scena w obrazowy sposób przedstawia poczęcie Marii a obecność anioła jest dopełnieniem sceny Zwiastowania. Pośrodku u dołu obrazu znajduje się wazon z białymi liliami symbolizującymi dziewictwo Marii. U podstawy z przodu balustrady poniżej jońskiego kapitela na którym stoi wazon, znajduje się wyrzeźbiony herb Medyceuszy – pierścień z brylantem w połączeniu z trzema piórami.